# Gare d'Újpest
La gare d'Újpest (hongrois : Újpest vasútállomás, prononcé [ˈuːjpɛʃt ˈvɒʃuːtaːllomaːʃ]) est une gare ferroviaire secondaire de Budapest.

## Service des voyageurs

### Desserte
La gare assure un accès voyageur vers le nord de la Hongrie, notamment les villes de Piliscsaba, Dorog et Esztergom (frontière avec la Slovaquie). A Budapest, la gare est connectée à la gare de Budapest-Nyugati, à la gare de Rákosrendező, à la gare d'Angyalföld, à la gare d'Aquincum felső, à la gare d'Óbuda et à la gare d'Üröm.

### Intermodalité
La gare d'Újpest est desservie par la station Újpest-Városkapu de la ligne   du métro de Budapest.